# Cibermetría Ranking de las Universidades del Mundo
La Cibermetría del Ranking de las Universidades del Mundo, también conocida como el Ranking Web de Universidades, es un sistema de ranking mundial basado en varios indicadores de la presencia web u en línea de las universidades, que tiene en cuenta factores como el volumen de contenido (número de páginas web y archivos), y la visibilidad e impacto de esas publicaciones, de acuerdo al número de enlaces externos y citaciones que reciben. En la actualidad, este ranking es publicado por Cybermetrics Lab, un grupo de investigación de la Consejo Superior de Investigaciones Científicas (CSIC) localizado en Madrid, España.
El objetivo del Ranking es mejorar la presencia académica y la investigación de las instituciones en la Web, y promover el acceso a las publicaciones de los resultados científicos de manera libre. El ranking comenzó en el 2004 y se actualiza en enero y julio de cada año. Hoy en día (2017) tiene indicadores web de más de 1.,000 universidades en el mundo.

## Estructura y contenido
Existen páginas para muchos ranking regionales:
- Universidades. La lista principal de universidades del mundo tiene 16.000 de un catálogo de más de 19.000 instituciones ofrecidas como listas regionales:
- EE.UU y Canadá
- Europa, incluyendo Turquía, Cáucaso e Israel
  - Europa Central y Europa Oriental
- Asia, excluyendo Oriente Medio
  - Sudeste Asiático
  - Asia del Sur, subcontinente indio
- Mundo árabe (Norte de África y Oriente Medio)
- África
- América Latina: América Central, América del Sur y Caribe
- Oceania

La distribución de las universidades por región (enero de 2012) es la siguiente:
| Región            | Top 100 | Top 200 | Top 500 | Top 1000 | Total |
| ----------------- | ------- | ------- | ------- | -------- | ----- |
| América del Norte | 79      | 99      | 178     | 398      | 3485  |
| Europa            | 16      | 66      | 212     | 415      | 4975  |
| Asia              | 3       | 20      | 66      | 104      | 6142  |
| América Latina    | 2       | 9       | 19      | 39       | 3487  |
| Oceania           | 1       | 6       | 20      | 35       | 149   |
| Mundo árabe       | 0       | 0       | 2       | 4        | 569   |
| África            | 0       | 0       | 3       | 5        | 355   |
| World             |         |         |         |          | 19161 |